# بلديات ولاية عين قزام
قائمة بلديات ولاية عين قزام وحسب التقسيم الإداري لسنة 2019 فإن ولاية عين قزام تضم بلديتين (2) وهي:

## البلديات
| # | اسم البلدية |
| - | ----------- |
| 1 | عين قزام    |
| 2 | تين زاوتين  |

## وصلات خارجية
- الموقع الرسمي لوزارة الداخلية الجزائرية